# Arracacia donnell-smithii
Arracacia donnell-smithii är en flockblommig växtart som beskrevs av John Merle Coulter och Joseph Nelson Rose. Arracacia donnell-smithii ingår i släktet Arracacia och familjen flockblommiga växter. Inga underarter finns listade i Catalogue of Life.